# Hookeria contracta
Hookeria contracta là một loài Rêu trong họ Hookeriaceae. Loài này được A. Gepp mô tả khoa học đầu tiên năm 1901.